# پیست اتومبیل‌رانی آزادی
پیست اتومبیل‌رانی آزادی یک پیست مخصوص مسابقات اتومبیل‌رانی و موتورسواری در مجموعه ورزشی آزادی تهران است.
این پیست که در سال ۱۳۷۳ تأسیس شده ظرفیت ۱۰۰۰۰ نفر تماشاگر را دارد و در مساحتی بالغ بر ۳۲۰۰۰ متر مربع و در ابعاد ۸۰×۴۰۰ متر ساخته شده است.

## نگارخانه

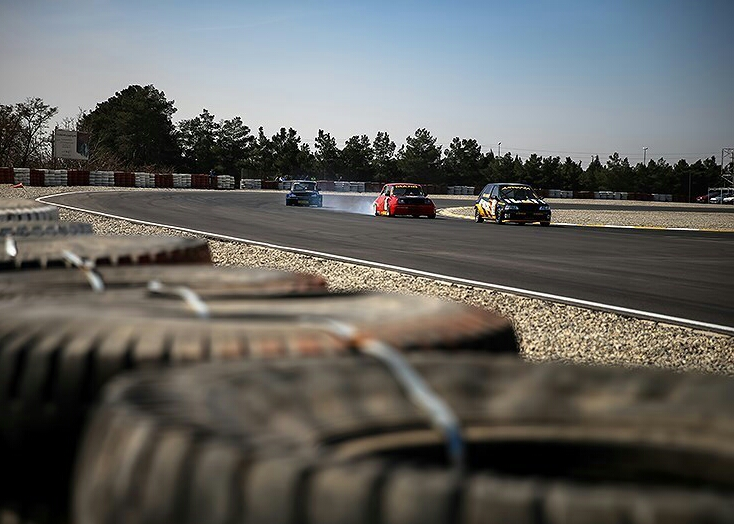
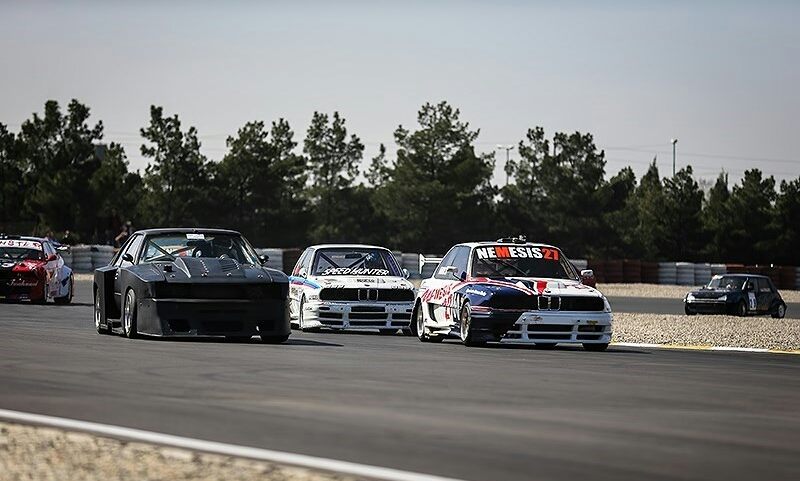
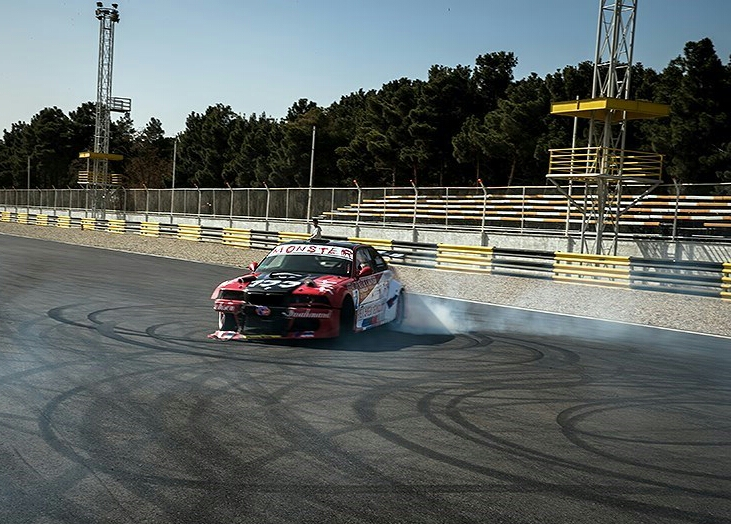
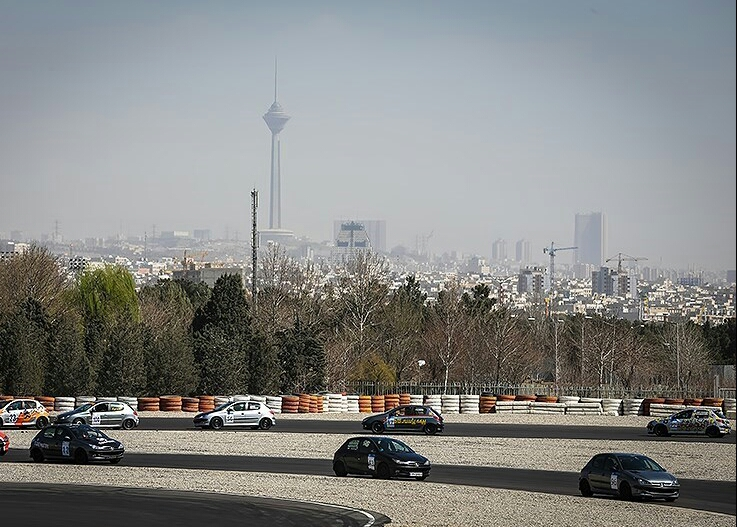
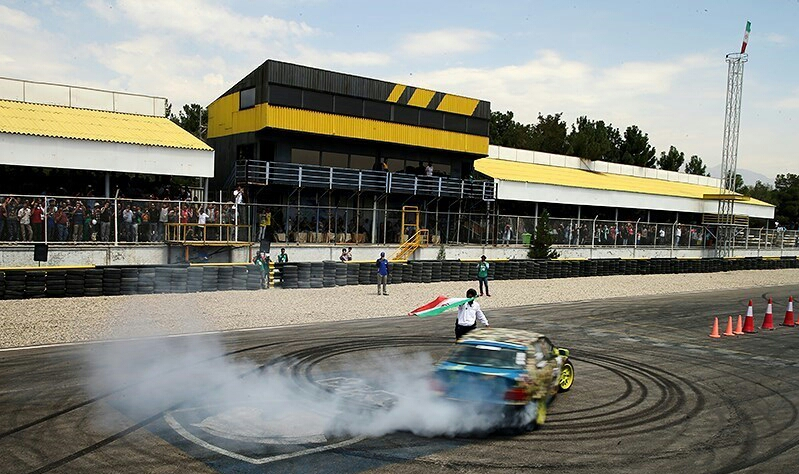
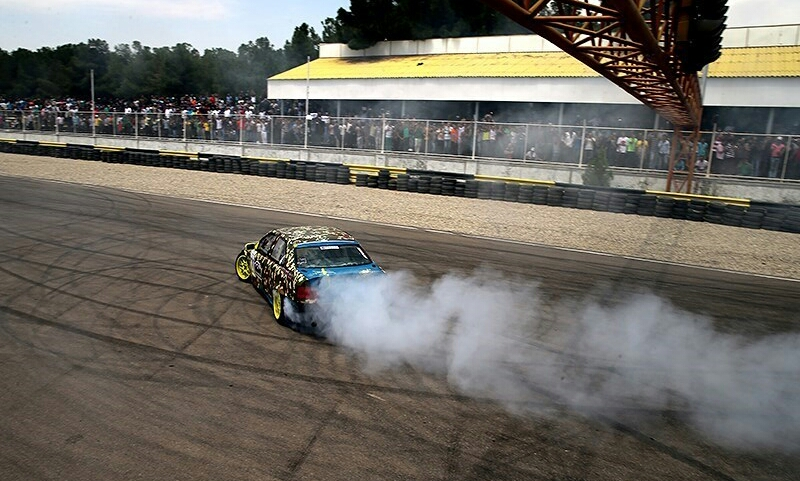